# El Tumbador
El Tumbador – miasto na południowym zachodzie Gwatemali, w departamencie San Marcos. Według danych szacunkowych z 2012 roku liczba mieszkańców wynosiła 11 931 osób.
El Tumbador leży około 24 km na południe od stolicy departamentu – miasta San Marcos, oraz około 20 kilometrów na wschód od rzeki Suchiate, będąca rzeką graniczną pomiędzy Gwatemalą a meksykańskim stanem Chiapas.
Leży na wysokości 920 metrów nad poziomem morza, u podnóża gór Sierra Madre de Chiapas, na nizinie Oceanu Spokojnego.

## Gmina El Tumbador
Miasto jest także siedzibą władz gminy o tej samej nazwie, która jest jedną z dwudziestu dziewięciu gmin w departamencie. W 2012 roku gmina liczyła 41 715 mieszkańców. Gmina jak na warunki Gwatemali jest średniej wielkości, a jej powierzchnia obejmuje 84 km². Mieszkańcy gminy utrzymują się głównie z rolnictwa i hodowli zwierząt.